# Badrumsskåp

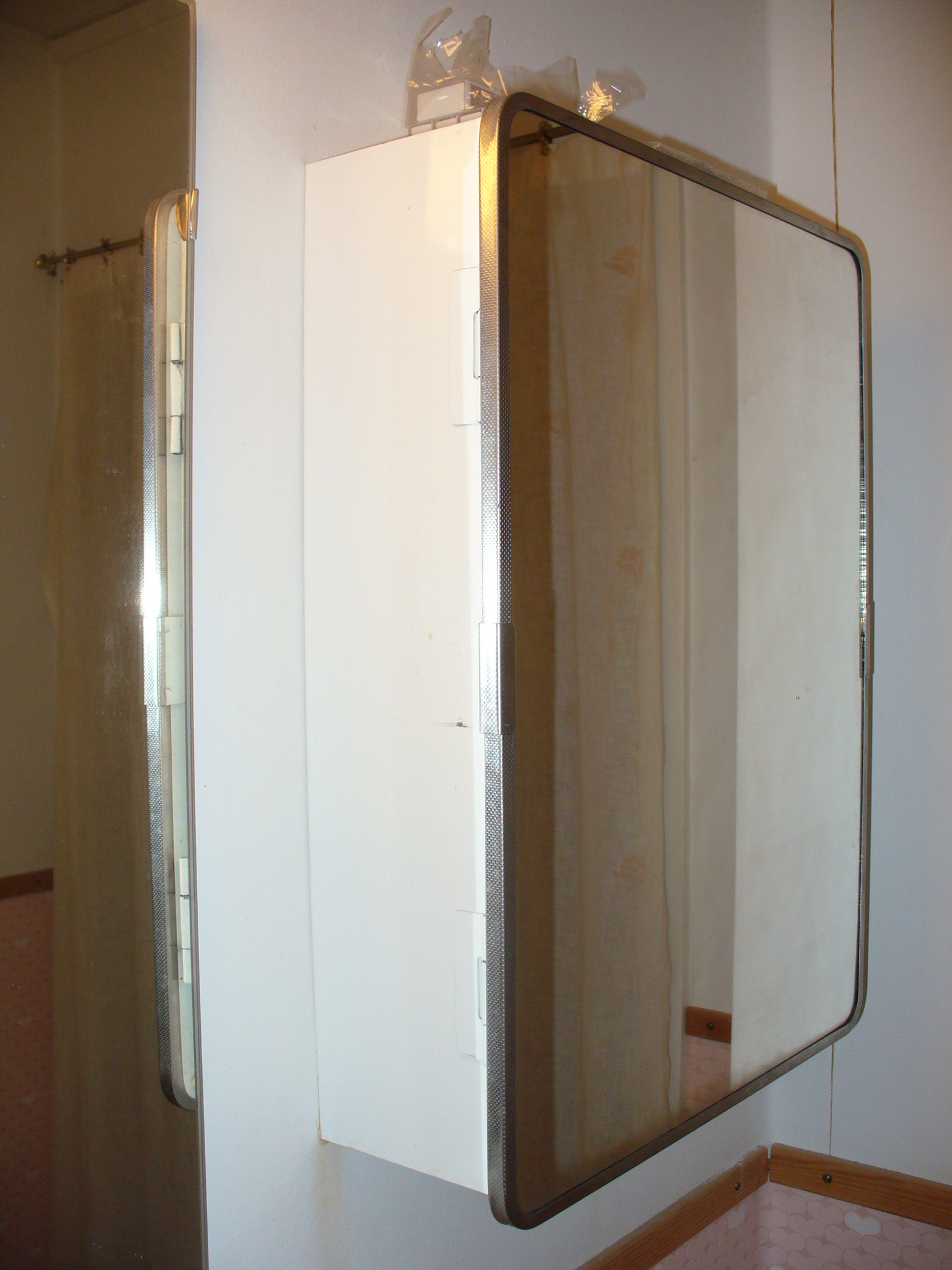
Badrumsskåp av plåt

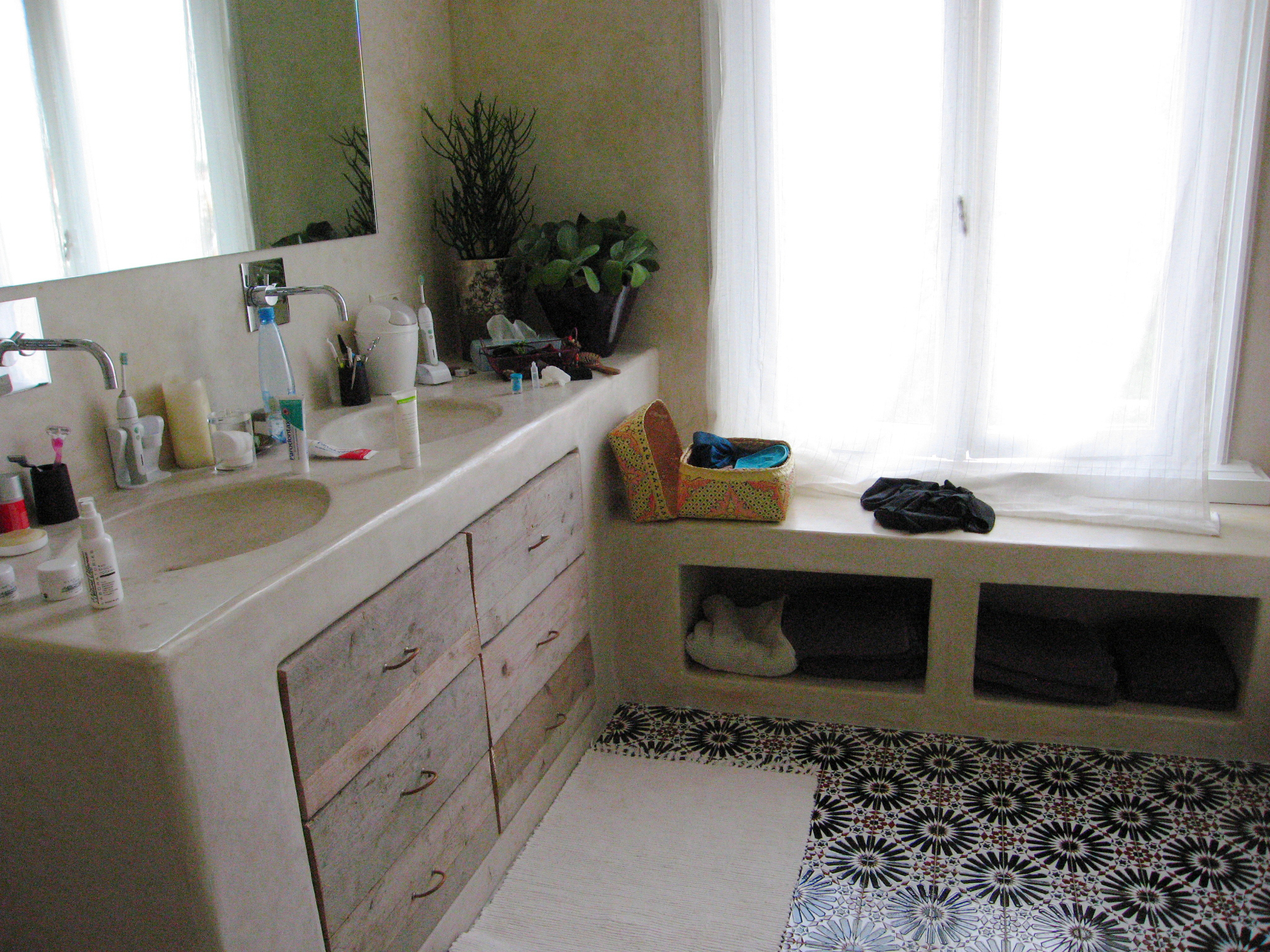
Badrumsunderskåp av sten

Ett badrumsskåp är ett skåp i ett badrum eller på en toalett.
Det kan vara ett mindre överskåp med eller utan spegel, ett underskåp ihopbyggt med ett tvättställ eller en bänk - som en moderniserad version av en lavoar eller kommod.
I badrumsskåpet förvarar man hygienartiklar för tandborstning, rakning och hudvård och läkemedel. Badrumsskåp kan också ha belysning eller eluttag för rakapparater.
De flesta väggskåp i badrum är gjorda i trä eller i vitlackerad plåt, ibland med hyllor av glas.